# Cumulus mediocris
El Cumulus mediocris (del llatí «moderat») és un tipus de núvol de la família dels cumulus, lleugerament més alt que el Cumulus humilis. Pot o no mostrar la característica forma col-i-flor característica dels cumulus. Aquest tipus de núvols no produeixen pluges però poden estar envoltades de núvols del tipus Cumulus congestus i Cumulonimbe.
També poden presentar petites protuberàncies des de la part superior i mostrar la forma de coliflor característica dels núvols cúmulus. Els núvols cumulus mediocris no produeixen, generalment, precipitacions d'una intensitat molt lleugera, però poden avançar encara més en núvols com ara Cumulus congestus o Cumulonimbus, que sí que produeixen precipitacions i tempestes severes.